# Sierra de Layos
La sierra de Layos es una pequeña alineación montañosa perteneciente al sistema de los Montes de Toledo, situada al sur del municipio de Layos, en la provincia de Toledo, comunidad autónoma de Castilla-La Mancha, España. Cuenta con una extensión aproximada de 12 km de longitud y 4 km de anchura. Sus cotas oscilan entre los 600 m en sus estribaciones y los 1 084 m en el Cerro Monte de Layos, punto más elevado. 

## Medio físico
La estructura geológica de la Sierra de Layos responde a rocas paleozoicas, principalmente cuarcitas y pizarritas del Ordovícico Inferior, que se formaron durante un proceso de creación de cordilleras llamado orogenia Hercínica. Más tarde, la erosión durante el Cenozoico las fue dejando al descubierto. En la parte de arriba de algunas cumbres, se pueden ver rocas llamadas leucogranitos, que con el tiempo se han deshecho un poco y se parecen a la arena. El clima es mediterráneo continentalizado.

## Flora y fauna
La vegetación dominante la forman extensos pinares de pino resinero y pino piñonero, intercalados con bosquetes de encina y quejigo, así como parches dispersos de roble melojo y arce de Montpellier. En los claros y laderas más secas proliferan matorrales de escaramujo, enebro y jara pringosa. Entre la fauna destaca el ciervo común, el jabalí y el zorro rojo, junto a carnívoros como la garduña y el turón. Esporádicamente pueden avistarse ejemplares de lince ibérico. La avifauna incluye una rica representación de rapaces, con el águila real, el buitre negro y el alimoche, además de aves de pequeño porte como currucas, trepadores y córvidos en zonas rocosas y pinares.

## Comunicaciones
El acceso principal a la Sierra de Layos se realiza por la carretera autonómica CM-4013, que une Layos con Pulgar y discurre al pie de sus vertientes meridionales. Para senderistas y ciclistas existen varios caminos rurales señalizados, entre ellos el histórico trazado Ajofrín–Toledo, que atraviesa la sierra de este a oeste y conecta con la ciudad de Toledo en unos 12 km.